# Ernst Paul Dörfler

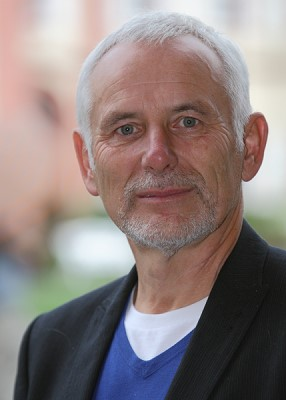
Ernst Paul Dörfler, 2010

Ernst Paul Dörfler (* 15. Mai 1950 in Kemberg) ist ein deutscher Autor und Umweltschützer und war Mitbegründer der Grünen Partei in der DDR.

## Leben
Ernst Paul Dörfler wuchs in Meuro bei Bad Schmiedeberg auf und absolvierte in Pretzsch an der Elbe das Abitur. Er studierte 1968 bis 1973 Chemie an der Technischen Hochschule „Otto von Guericke“ in Magdeburg, war danach vier Jahre in Forschung und Lehre tätig. Dörfler wurde zum Dr. rer. nat. promoviert. Nach einer Saison als Rettungsschwimmer an der Ostseeküste im Jahr 1977 arbeitete er als Operativtechnologe für Mikroelektronik im Werk für Fernsehelektronik in Berlin-Oberschöneweide. Von 1978 bis 1982 war er als Ökochemiker am Institut für Wasserwirtschaft in Berlin und Magdeburg beschäftigt. 1979 unterbrach er seine Berufstätigkeit für ein Babyjahr mit seiner Tochter Anne.
1983 verließ Dörfler seine Stelle am Institut, um sich als freier Schriftsteller verschiedenen Umweltthemen umfänglich zu widmen. Hatte er bereits zuvor an mehreren Studien zur ökologischen Situation in der DDR (darunter an der Nitrat- und der Pestizidstudie) mitgearbeitet, die vor 1989 unveröffentlicht bleiben mussten, so schrieb der auf einem Bauernhof aufgewachsene Dörfler zusammen mit seiner damaligen Frau Marianne in dem international Aufsehen erregenden und mehrfach aufgelegten Bestseller Zurück zur Natur? über die Zusammenhänge zwischen Natur und menschlichen Aktivitäten in Wald, Acker und Wasser und auch über die Grenzen des Wachstums und die Notwendigkeiten von Technikfolgenabschätzung unter Bedingungen von Komplexität.
So problematisiert er 1986 in Zurück zur Natur? nach einer historischen Einordnung des Ackerbaus z. B. die Schwierigkeiten bei den neuartigen Belastungen durch den Einsatz von Düngemitteln. Demzufolge spiegelt sich im Mineraldüngereinsatz ein ökologisches Gesetz von Eilhard Alfred Mitscherlich vom abnehmenden Ertragszuwachs durch den Düngereinsatz bei landwirtschaftlichen Kulturpflanzen wider, da für den dreifachen Anstieg der Ernte von 1910 bis in die 1980er der Aufwand „im gleichen Zeitraum um das Fünf- bis Zehnfache erhöht“ werden musste. Diese Vermutung wurde 2009 im Science Journal bestätigt. Das entstehende Lachgas ist dabei schädlicher als FCKW und wirkt sich auch auf den Klimawandel aus, auch im Kraftstoffvergleich hat es eine schlechte Bilanz. Dörfler zitiert im Buch einen Nitrat-Grenzwert von 45 mg/l als Grenzwert der Weltgesundheitsorganisation. In einer Studie des Umweltbundesamtes aus dem Jahr 2017 zu den Kosten der Trinkwasserbeeinträchtigung durch Überdüngung wird ein Zielwert von 37,5 mg Nitrat pro Liter Trinkwasser angegeben, und es werden die Kosten für das Minimierungsgebot aus § 6 der Trinkwasserverordnung für Zielwerte von 25 bzw. 10 mg Nitrat pro Liter berechnet.
Als einer der ersten ostdeutschen Natur- und Umweltschützer hielt Dörfler zahlreiche Vorträge über Umweltprobleme und wurde deshalb vom Ministerium für Staatssicherheit der DDR mit Abhöranlagen auch im Privatleben überwacht. Zurück zur Natur? – von den öffentlichen DDR-Medien totgeschwiegen – wurde zu einem Kultbuch der ostdeutschen Umweltbewegung.
Im November 1989 waren er und seine Frau Marianne Dörfler Mitbegründer der Grünen Partei in der DDR und bis März 1990 Vertreter der Grünen am Zentralen Runden Tisch (er und seine Frau abwechselnd). Er war Gründungsmitglied der Stiftung Umwelt und Naturschutz und von April bis Oktober 1990 als Abgeordneter der Fraktionsgemeinschaft von Grünen und Bündnis 90 in der Volkskammer Vorsitzender des Ausschusses für Umwelt, Naturschutz, Energie und Reaktorsicherheit. Bis Dezember 1990 war er Abgeordneter des Bundestages.
Gemeinsam mit Arnim Bechmann vom Zukunftsinstitut Barsinghausen bei Hannover arbeitete er 1991 eine Studie zu Arbeitsplatzeffekten bei der Umstellung auf ökologischen Landbau am Beispiel der Länder Brandenburg und Sachsen-Anhalt aus. Ende der 1990er war er für den German Marshall Fund zum Studienaufenthalt in den USA und bereiste Afrika und Asien.
Seit Beginn der 1990er Jahre setzt er sich gegen den geplanten Ausbau der Elbe zur Wasserstraße und für den Erhalt der naturnahen Flusslandschaft ein. Dafür und für sein Engagement zum Erhalt der natürlichen Lebensgrundlagen wurde er mit dem Euronatur-Preis 2010 ausgezeichnet.
Ernst Paul Dörfler lebt im UNESCO-Biosphärenreservat Mittelelbe, wo sich die bedrohten Rückzugsräume von bestandsgefährdeten Arten wie Elbe-Biber, Fisch- und See-Adler, Kranich, Weiß- und Schwarzstorch und Wolf befinden, und beschreibt als Autor die komplexen Beziehungen zwischen dem Menschen, der bedrohten Artenvielfalt und den Lebensräumen der Natur. Mit Artensterben, Selbstversorgung, Wildtieren, Stauden, Laub und Kompost, aber auch mit den Themen seiner Bücher wie den Vögeln, Insekten, den Flüssen und Auen ist er ein gefragter Referent und Naturführer, der die Nähe zur Natur emotional verstehbar macht und damit früh einen Trend der natürlichen Wissensvermittlung durch Naturerleben gesetzt hat.

## Zitat
„Ich vermisse die Balz der Großtrappen auf den Feldern. Ich vermisse die Rufe des Braunkehlchens, das Trällern der Feldlerchen und der Goldammern. Ihnen fehlen die Insekten als Nahrung. Die Küken sterben einen leisen Tod, und niemand bemerkt diese Tragödie. Nur die Stille auf den Feldern wirkt bedrückend.“

## Auszeichnungen
- 2002: Erwin-Strittmatter-Literatur-Preis des Landes Brandenburg
- 2005: Bruno H. Schubert-Preis Frankfurt am Main
- 2007: Konrad-Buchwald-Preis Hannover
- 2010: EuroNatur-Preis Mainau/Bodensee
- 2015: Ehrennadel in Silber vom Bund für Umwelt und Naturschutz Deutschland[26]

## Veröffentlichungen (Auswahl)
- (mit Marianne Dörfler) Zurück zur Natur? Mensch und Umwelt aus ökologischer Sicht. Thun, Leipzig/Frankfurt (Main) 1986, ISBN 3-87144-935-0.
- (mit Marianne Dörfler) Zwischen Flucht und Anpassung. Tiere neben Menschen (= Akzent-Reihe. Band 88). Urania-Verl, Leipzig/Jena/Berlin 1989, ISBN 3-332-00309-7.
- Neue Lebensräume. Mehr Artenvielfalt in Landschaft und Garten. Urania/Thun, Leipzig/Frankfurt (Main) 1990, ISBN 3-8171-1175-4.
- Der Weiher. Kinder-Buch-Verlag, Berlin 1991, ISBN 3-358-01539-4.
- Bedroht: Tiere und Pflanzen unserer Heimat. Urania-Verlag, Leipzig/Jena/Berlin 1995, ISBN 3-332-00548-0.
- (Hrsg.) Ökologie und Hochwasserschutz. Verlag Natur und Umwelt, Bonn 1998, ISBN 3-924749-18-3.
- Wunder der Elbe. Begegnungen mit einer lebendigen Flußlandschaft. Mitteldeutscher Verlag, Halle (Saale) 2000, ISBN 3-89812-025-2.
- Wunder der Elbe. Biografie eines Flusses. Hrsg. vom Bund für Umwelt und Naturschutz e. V. (BUND), Landesverband Sachsen-Anhalt in Verbindung mit dem Landesheimatbund Sachsen-Anhalt e. V., Stekovics, Halle an der Saale 2000, ISBN 3-932863-40-2; 5. Auflage. Ebenda 2013, ISBN 978-3-932863-40-0.
- Die Liebe der Vögel. Vom ersten Lustgeträller bis zur Reise in den Süden. Fotogr. von Peter Aurand. Stekovics, Dößel 2009, ISBN 978-3-89923-220-2.
- Was Vögel futtern. Speisekarte und Tischsitten. Stekovics, Dößel 2010, ISBN 978-3-89923-263-9.
- (Hrsg.) Biber auf Weltreise. Geschichten, Gedichte und Bilder der Grundschulschreiber 2010 von der Grundschule An der Klosterwuhne in Magdeburg. Dorise Verlag, Erfurt 2011, ISBN 978-3-942401-18-0.
- Mehr Raum für Flüsse, mehr Raum für Wasser. In: Mit den Fluten leben – aus den Fluten lernen! BücherKammer, Herzberg (Elster) 2013, ISBN 978-3-940635-39-6.
- Liebeslust und Ehefrust der Vögel. Saxo’Phon, Dresden 2013, ISBN 978-3-943444-19-3.
- Reiseführer Biosphärenreservat Mittelelbe. Publicpress, Geseke 2014, ISBN 978-3-89920-832-0.
- Lebensraum großer Strom. Tierwelten im Biosphärenreservat Mittelelbe. Gemeinsam mit Thomas Hinsche. Verlag J. Stekovics, Wettin-Löbejün OT Dößel 2016, ISBN 978-3-89923-353-7.
- Die Elbe. Vom Elbsandsteingebirge bis nach Geesthacht. Trescher Verlag, Berlin 2016, ISBN 978-3-89794-326-1.
- Wertewandel im Umgang mit der Elbe. Von der Wasserstraße zum Ökosystem Flusslandschaft. In: Norbert Fischer, Andreas Martin: Die Elbe – Über den Wandel eines Flusses vom Wiener Kongress (1815) bis zur Gegenwart. Leipziger Universitätsverlag, Leipzig; Verlag des Landschaftsverbandes Stade, Stade 2018, ISBN 978-3-931879-71-6.
- Nestwärme. Was wir von Vögeln lernen können. Hanser Verlag, München 2019, ISBN 978-3-446-26185-3.
- Aufs Land. Wege aus Klimakrise, Monokultur und Konsumzwang. Hanser Verlag, München 2021, ISBN 978-3-446-27095-4.
- Das Liebesleben der Vögel. Hanser Verlag, München 2024, ISBN 978-3-446-27971-1.